# ألبرت جي. كونورز
ألبرت جي. كونورز هو محامي وسياسي أمريكي، ولد في 13 سبتمبر 1891، وتوفي في 26 أكتوبر 1948. نشط حزبياً في الحزب الجمهوري. وقد انتخب عضو مجلس ولاية ويسكونسن ‏.